# المكعسين (السدة)

تعديل مصدري - تعديل

المكعسين هي إحدى قرى عزلة جبل حجاج بمديرية السدة التابعة لمحافظة إب، بلغ تعداد سكانها 303 نسمة حسب تعداد اليمن لعام 2004.